# Cyphonisia straba
Espèce
Cyphonisia straba est une espèce d'araignées mygalomorphes de la famille des Barychelidae.

## Distribution
Cette espèce est endémique du Congo-Kinshasa.

## Publication originale
- Benoit, 1966 : Les Barychelidae-Barychelinae africains et malgaches (Aran.-Orthogn.). Revue de Zoologie et de Botanique Africaines, vol. 74, p. 209-241.